# بناي بلاس
بناي بلاس Pnai Plus (بالعبرية: פנאי פלוס‏)  هي إحدى المجلات الإسرائيلية الكبرى التي تصدر أسبوعيًا وتغطي عالم الترفيه والتلفزيون في جميع أنحاء العالم بالإضافة إلى التلفزيون الإسرائيلي المحلي وأخبار المشاهير. 
أنشئت المجلة عام 1989 وتملكها يديعوت أحرونوت، وتحتوي المجلة على أقسام مختلفة منها السينما والموسيقى والثقافة والطعام.

## تاريخ
في سبتمبر 2004، نشرت بناي بلاس مقالًا من صفحتين حول عقيدة مادونا اليهودية.
في عام 2018، أطلق قراء بناي بلاس على نجم الراب دودو فاروق (أوري كوماي) لقب الرجل الأكثر جاذبية في إسرائيل.

## روابط خارجية
- الصفحة الرئيسية لبناي بلاس باللغة العبرية